# Damil (Ginzo de Limia)
Damil (llamada oficialmente San Salvador de Damil) es una parroquia y un lugar del municipio español de Ginzo de Limia, en la provincia de Orense, Galicia.

## Organización territorial
La parroquia está formada por una entidad de población:
- Damil

## Demografía
Gráfica demográfica del lugar y parroquia de Damil según el INE español:
| Gráfica de evolución demográfica de Damil entre 2000 y 2022 |
|                                                             |
| Datos según el nomenclátor publicado por el INE.            |